# 名譽勳位
名譽勳位（英語：Order of the Companions of Honour）是英國和英联邦的一種勋章。由英國國王乔治五世於1917年6月創設，用以表彰在艺术、音乐、文学、自然科学、政治、工业和宗教方面获得重大成就的人士。
除君主以外，名譽勳位的數量限定65人，其中45名来自英国、7名来自澳大利亚、2名来自新西兰，还有11名来自其它奉英国君主为國家元首的国家。其它国家的人也可以获得名譽勳位，但只屬於「榮譽成員」，並不算在这65名佩戴者中。名譽勳位只有一等，並不屬於騎士勳章，所以受勳者不可冠上「爵士」頭銜，但可以在名稱後冠上字樣。
勋章呈椭圆形，内绘一颗栎树，左边是一名全身铠甲的、骑马的骑士。树上的一根树枝上挂着繪有英国皇家徽章的盾牌。勋章的边缘塗上明亮的蓝色，並有金字写着勋章的格言：（行为忠诚，名声清白）。勋章正上方绘有帝國王冠。
男子将勋章繫在絲带（緋紅色，兩邊配上金色線），挂在颈上；女子則将它繫在蝴蝶結上，挂在左肩上。

## 現時成員
- 君主：國王查爾斯三世陛下
- 成員
  1. 多爾金的貝克勳爵閣下，CH，PC （1992年）
  2. 布里奇沃特的金勳爵閣下，CH，PC （1992年）
  3. 珍妮特·貝克女爵士，CH，DBE，FRSA （1993年）
  4. 歐文勳爵閣下，CH，PC （1994年）
  5. 大衛·阿騰勃羅爵士，OM，CH，CVO，CBE，FRS，FLS，FZS，FSA （1996年）
  6. 韋斯特維爾的韓達德勳爵閣下，CH，CBE，PC （1996年）
  7. 大衛·霍克內，OM，CH，RA （1997年）
  8. 夏舜霆勳爵閣下，CH，PC （1997年）
  9. 巴恩斯的彭定康勳爵閣下，KG，CH，PC （1998年）
  10. 馬卓安爵士閣下，KG，CH （1999年）
  11. 布里吉特·賴利，CH，CBE （1999年）
  12. 約翰·德·徹斯特蘭將軍，OC，CMM，CD，CH （1999年）
  13. 丹·麥肯齊教授，CH，FRS （2003年）
  14. 奇西克的漢尼勳爵閣下，GCMG，CH （2003年）
  15. 朱迪·丹克女爵士，CH，DBE （2005年）
  16. 伊恩·麥克連爵士，CH，CBE （2008年）
  17. 林姆的夏偉明勳爵閣下，CH，QC，PC （2011年）
  18. 庫克漢姆的楊佐義勳爵閣下，Bt，CH，PC （2012年）
  19. 高爾勳爵閣下，CH，KBE （2013年）
  20. 施瑞德勳爵閣下，CH，PC （2013年）
  21. 皮滕威姆的坎貝爾勳爵閣下，CH，CBE，PC，QC （2013年）
  22. 尼古拉斯·塞羅塔爵士，CH （2013年）
  23. 本格雷夫的奧尼爾女男爵閣下，CH，CBE，FBA，FRS，FMedSci（2014年）
  24. 諾定咸祁淦禮勳爵閣下，CH，QC，MP（2014年）
  25. 瑪麗·彼得斯女爵士，CH，DBE（2015年）
  26. 伍爾夫勳爵閣下，CH，PC，FBA，FMedSci（2015年）
  27. 羅伊·斯特朗爵士，CH，FRSL（2016年）
  28. 開爾文的史密斯勳爵閣下，KT，CH（2016年）
  29. 艾美詩女男爵閣下，CH，PC（2016年）
  30. 歐思邦閣下，CH（2016年）
  31. 李察·艾爾爵士，CH，CBE（2017年）
  32. 依芙琳·葛蘭妮女爵士，CH，DBE（2017年）
  33. 亞歷克·傑弗里斯爵士，CH，FRS（2017年）
  34. 馬克·埃爾德爵士，CH，CBE（2017年）
  35. 保羅·麥卡特尼爵士，CH，MBE（2017年）
  36. J·K·羅琳，CH，OBE，FRSL（2017年）
  37. 史蒂芙·雪利女爵士，CH，DBE，FREng，FBCS（2017年）
  38. 迪莉婭·史密斯，CH，CBE（2017年）
  39. 賓福特斯特恩勳爵閣下，CH，FRS，FBA（2017年）
  40. 布萊格勳爵，CH，FRS，FBA，FRSL（2018年）
  41. 安東尼亞·弗雷澤女爵，CH，DBE，FRSL（2018年）
  42. 瑪格麗特·麥克米倫，OM，CC，CH，FRSL，FRSC，FBA，FRCGS（2018年）
  43. 理查德·亨德森，CH，FRS，FMedSci，Hon FRSC（2018年）
  44. 奇里·特·卡娜娃女爵士，ONZ，CH，DBE，AC（2018年）　
  45. 瑪格麗特·愛特伍，CH，CC，OOnt，FRSC，FRSL（2019年）
  46. 麥樂賢爵士閣下，CH（2019年）
  47. 艾頓·莊爵士，CH，CBE（2020年）
  48. 基思·托馬斯爵士，CH，FBA，FLSW，FRHistS（2020年）
  49. 保羅·史密斯爵士，CH，CBE，RDI（2020年）
  50. 大衛·奇普菲爾德爵士，CH，CBE，RA，RDI，RIBA（2021年）
  51. 保羅·納斯爵士，CH，PRS，FMedSci，HonFREng，HonFBA，MAE（2022年）
  52. 昆丁·布雷克爵士，CH，CBE，FCSD，FRSL，RDI（2022年）
  53. 薩爾曼·魯西迪爵士，CH，FRSL（2022年）
  54. 瑪麗娜·華納女爵士，CH，DBE，FRSL，FBA（2022年）
  55. 邁克爾·馬爾莫爵士，CH，FRCP，FFPM，FMedSci，FBA（2023年）
  56. 比爾·凱什爵士，CH（2023年）
  57. 約翰·貝爾爵士，GBE，CH，FMedSci，FREng（2023年）
  58. ，CH，CBE，FRSA，FRSL（2023年）
  59. 女爵士，CH，DBE（2023年）
  60. 雪莉·貝西女爵士，CH，DBE（2024年）
  61. 戈登·布朗，CH，HonFRSE（2024年）
  62. 石黑一雄爵士，CH，OBE，FRSA，FRSL（2025年）
  63. 约瑟琳·贝尔·伯奈尔女爵士，CH，DBE，FRS，FRSE（2025年）
  64. 安東尼·葛姆雷爵士，CH，OBE（2025年）
- 名譽成員
  - 阿馬蒂亞·庫馬爾·森，CH （2000年，印度）
- 皇家成員
  - 威爾斯王妃嘉芙蓮殿下，GCVO，CH （2024年）